# 광려초등학교
광려초등학교(廣麗初等學校)는 대한민국 경상남도 창원시에 있는 공립 초등학교이다.

## 연혁
- 2001년 3월 1일 : 개교